# Puente de Sárdoma
El puente de Sárdoma, también conocido tradicionalmente como Puente Abeleira, es un puente medieval que cruza el río Lagares en la parroquia viguesa de Sárdoma, cerca del pazo de la Caracola. Se viene utilizando por lo menos desde el siglo XII, si bien la época exacta de su construcción es incierta.
El puente, de cantería de granito de perpiaños regulares, es simple, con una plataforma recta (no tiene la típica fasquía de subida y bajada de los puentes medievales, como el de Castrelos), tiene 10 metros de largo, y salva el río gracias a dos arcos de medio punto. Cuenta, además, con un tajamar central.
El estado de conservación es bueno, aunque actualmente se encuentra semihundido debido a la presión del tráfico rodado que soportó durante décadas. Con la recuperación de los márgenes del río Lagares como zona de paseo, el asfalto fue retirado y se prohibió el paso de vehículos de motor.